# Київський фунікулер
50°27′27″ пн. ш. 30°31′24″ сх. д. / 50.45750° пн. ш. 30.52333° сх. д.
Ки́ївський фунікуле́р — фунікулерна система, що з'єднує історичне Верхнє місто та Поділ у Києві. Прокладено схилом Володимирської гірки з гарним видом на річку Дніпро. Лінія складається з двох станцій і керується комунальним підприємством «Київпастранс». 
Споруджувався впродовж 1902—1905 років, за часом спорудження є другим фунікулером в Україні після Одеського.

## Історія
Проблема зв'язку між Верхнім містом та низинним Подолом існувала з часів виникнення Києва. Спершу стародавні кияни користувалися крутими стежками, згодом — Андріївським узвозом, який під цією назвою відомий ще з XVIII століття. Від Хрещатика до Подолу згодом Олександрівським узвозом прокладено першу лінію електричного трамвая та шлях став хоч довшим, проте зручнішим.
Ідею збудувати між верхньою і нижньою частинами міста механічний підйом у вигляді невеличкої похилої залізниці з канатною тягою подав інженер Артур Абрагамсон, проєкт розробили інженери Микола П'ятницький та Олександр Баришников. Спорудження фунікулера тривало впродовж 1902–1905 років. Фунікулер урочисто було відкрито 7 (20) травня 1905 року, регулярні пасажирські перевезення розпочалися з 8 (21) травня. Колії підйому простяглися на 200 метрів. Спершу він з'єднував верхню терасу Володимирської гірки з вулицею Боричів Тік. Дістав назву Михайлівського електричного канатного підйому, бо розташований був поруч із Михайлівським Золотоверхим монастирем.
Лінія фунікулера початково була коротшою внизу на 38 метрів: на Олександрівській вулиці на Подолі (нині — вулиця Петра Сагайдачного), де нині розташована нижня станція, були приватні садиби, з власниками яких вирішити питання відкупу власності не вдалося.
На той час це було досить прогресивне інженерне вирішення: рейки лежали на міцній залізобетонній естакаді, добре діяли й підйомні машини. Однак, 1928 року сталася надзвичайна ситуація: під час планової заміни канату вагон, що стояв на верхній станції, зірвався, впав донизу й розбив нижній вагон. Першу реконструкцію фунікулера було здійснено у 1928–1929 роках: будівельники проклали тоді ще близько сорока метрів колії — і відтоді нижню станцію перенесено на ріг вулиці Петра Сагайдачного й Поштової площі.
Трамвай та фунікулер у Києві перевозили пасажирів і під час німецької окупації впродовж 1941–1943 років. Експлуатація фунікулера була відновлена не пізніш як 8 жовтня 1941 року.
Фунікулер споживав дуже мало електроенергії, тому його робота не припинялася. 12 травня 1942 року, у зв'язку зі скороченням комендантської години (вуличний рух тепер був дозволений до 21:00), роботу фунікулера було подовжено до 20:00. За 1942–1943 фінансові роки (з квітня 1942 по березень 1943 року) фунікулер перевіз 1,050 млн пасажирів — майже вдвічі більше від запланованого. За останній день цього періоду, 31 березня 1943 року, касова виручка фунікулера сягнула 1100 карбованців, що відповідало приблизно двом із половиною тисячам пасажирів. Провадилися регулярні випробування механізмів функулера на міцність: вагон завантажували баластом вагою 8 тонн (удвічі більше розрахункового навантаження, що відповідало вазі 60 пасажирів) і відчіпляли канат. Автоматичні гальма захоплювали рейки й вагон зупинявся.
1958 року проведено кардинальну реконструкцію фунікулера: у машинному залі встановили сучасніше устаткування, яке, крім усього, ще й гарантувало повну безпеку руху. А наприкінці 1984 року фунікулер знову оновили.
Щороку цей вид транспорту перевозить до 2,8 млн пасажирів, серед яких чимало туристів.
У 2019 році київський фунікулер планували повністю оновити. Передбачалося  встановити новий прозорий фунікулер фірми «Doppelmayr Garaventa» з кондиціонерами, термін служби яких близько 40 років. Вони вміщують декілька сотень пасажирів і рухаються зі швидкістю до 14 м/с. На сайті компанії «Doppelmayr Garaventa» є інформація, що фунікулери фірми є можливість встановлювати в місті, за містом або в гірській місцевості, оскільки рейкова система з канатною тягою без проблем долає вигини або зміни ухилу.

### Події
7 квітня 2024 року на верхній станції фунікулера відбулося вбивство 16-річного підлітка Максима Матерухіна працівником УДО. Підозрюваному обраний запобіжний захід тримання під вартою, якому передбачено покарання до 12 років позбавлення волі.

## Вартість проїзду
З довоєнних часів і до 1961 року вартість проїзду становила 15 копійок. Це був найдешевший вид транспорту. З 1 січня 1957 року окремі квитки на фунікулер скасували й оплата стала виконуватися шляхом опускання в касу п'ятнадцяти копійок в будь-якому наборі.
Під час німецької окупації, ще до відновлення пасажирського руху, 7 жовтня 1941 року постановою Київської міської управи було встановлено тариф трохи вищий за радянський: 20 копійок (замість 15 коп.) за одну поїздку фунікулером, 45 копійок за провезення одного місця багажу. З 16 листопада тариф підвищили: 30 копійок з пасажира і 1 карбованець за місце багажу. З огляду на те, що кілограм хліба влітку 1942 року на базарі коштував 100 карбованців, а літр молока — 40 крб., проїзд був практично безкоштовний. Проїзд на фунікулері подорожчав до 40 копійок згідно з постановою від 24 лютого 1942 року (у документі датою запровадження нового тарифу названо 1 лютого; можливо, це помилка, і мова про 1 березня).
З 1 січня 1961 року, після проведення грошової реформи, фунікулер став коштувати 2 копійки. Ця ціна протрималася понад 25 років.
До листопада 2008 року існували єдині квитки, які діяли як у автобусах, тролейбусах, трамваях, так і у фунікулері. Нині для проходу на станції фунікулера використовують безконтактні оплату або електронні паперові квитки.
З 14 липня 2018 року вартість однієї поїздки становить 8 гривень, до цього становила 4 гривні з 15 липня 2017 року, з 7 лютого 2015 року — 3 гривні, ще раніше — 1,50 гривні.
З 14 вересня 2020 року у КП «Київпастранс» першим на Е-квиток перейшов київський фунікулер.

## Цікаві факти
- Водночас із відкриттям фунікулера для зручності пасажирів вулицею Боричів Тік від Контрактової площі до нижньої станції було прокладено трамвайну колію. Маршрут № 15, що там проходив, уважався єдиним цілим із фунікулером — придбавши квиток у трамваї, пасажири пересаджувалися у фунікулер, не сплачуючи повторно за проїзд. До верхньої станції також підходила трамвайна лінія.
- Фунікулер вважався трамвайним маршрутом і мав номер ще до середини 1930-х років.
- 22−25 березня 2013 року, під час снігопаду, що був рекордним за останні 100 років спостереження, фунікулер використовувався як підйомник для катання на лижах та сноубордах із Володимирської гірки та Андріївським узвозом.

## Зображення

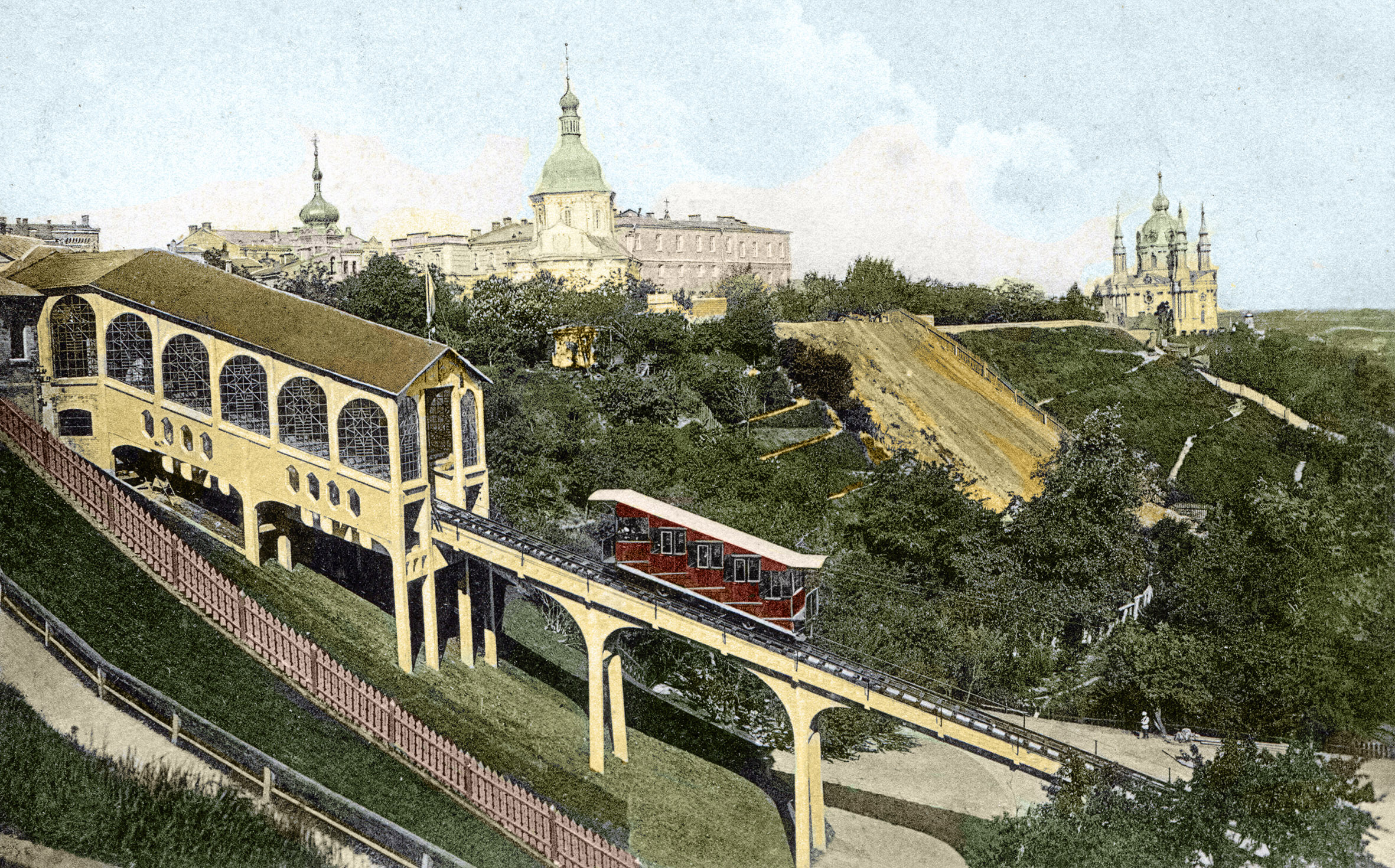
Фунікулер близько 1905 року
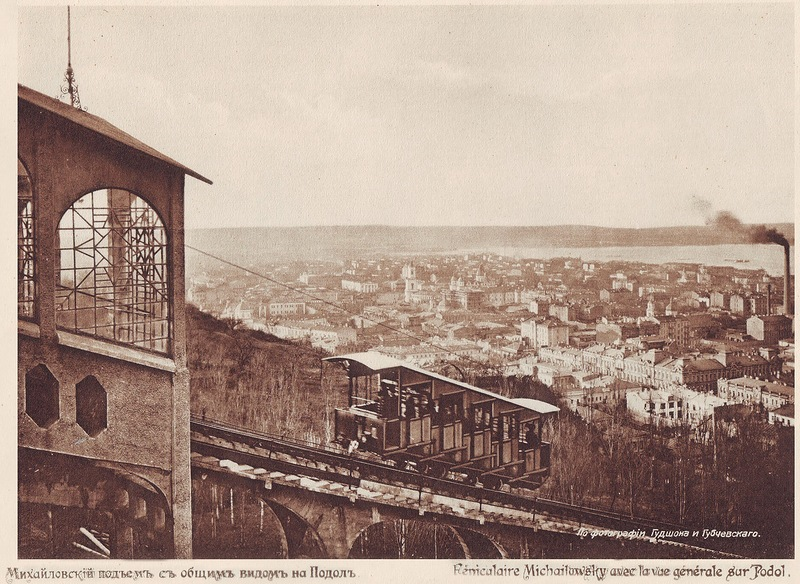
Верхня станція початок ХХ століття
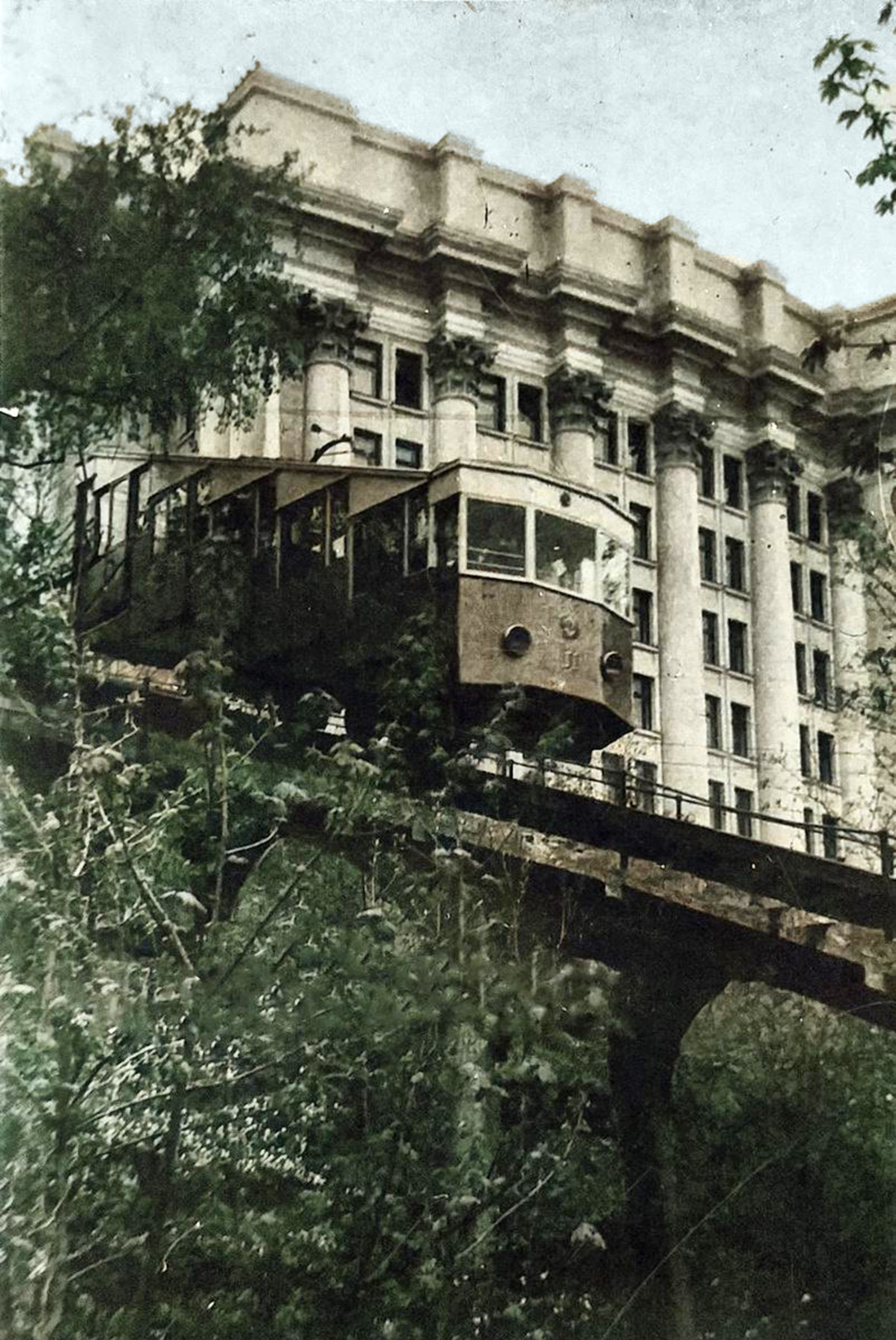
Фунікулер  близько 1939 року
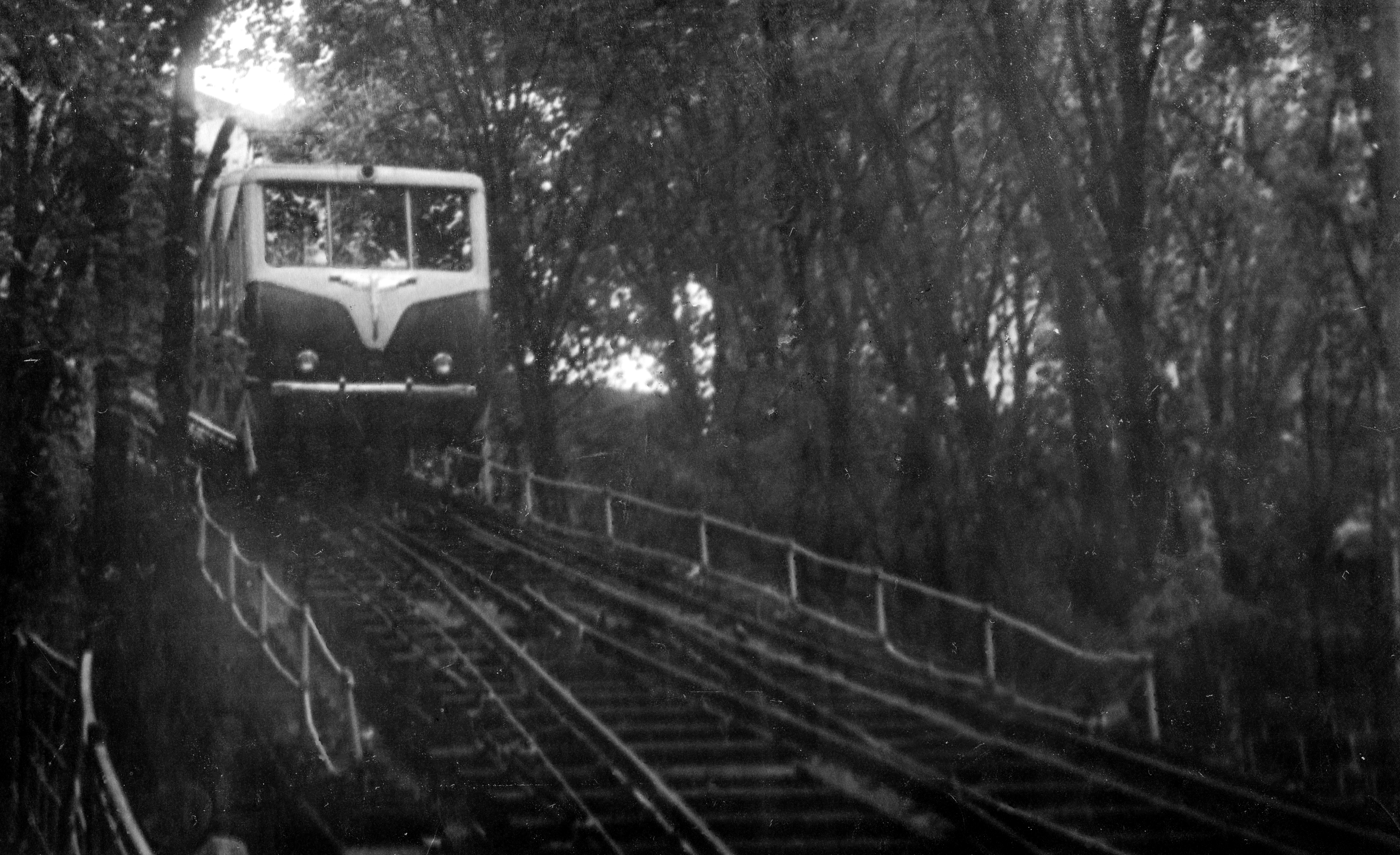
Фунікулер у жовтні 1978 року
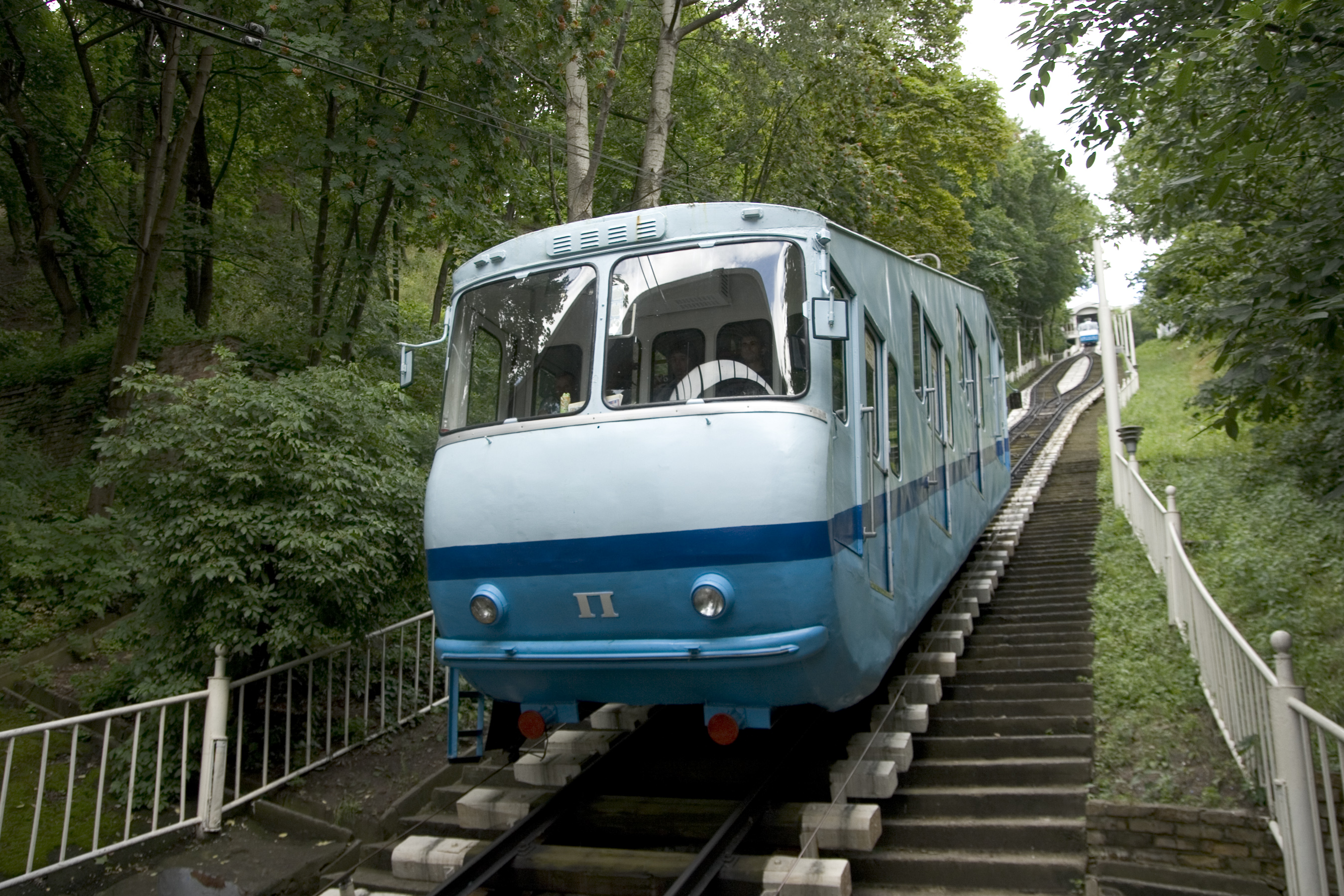
Вагон фунікулера (2008)
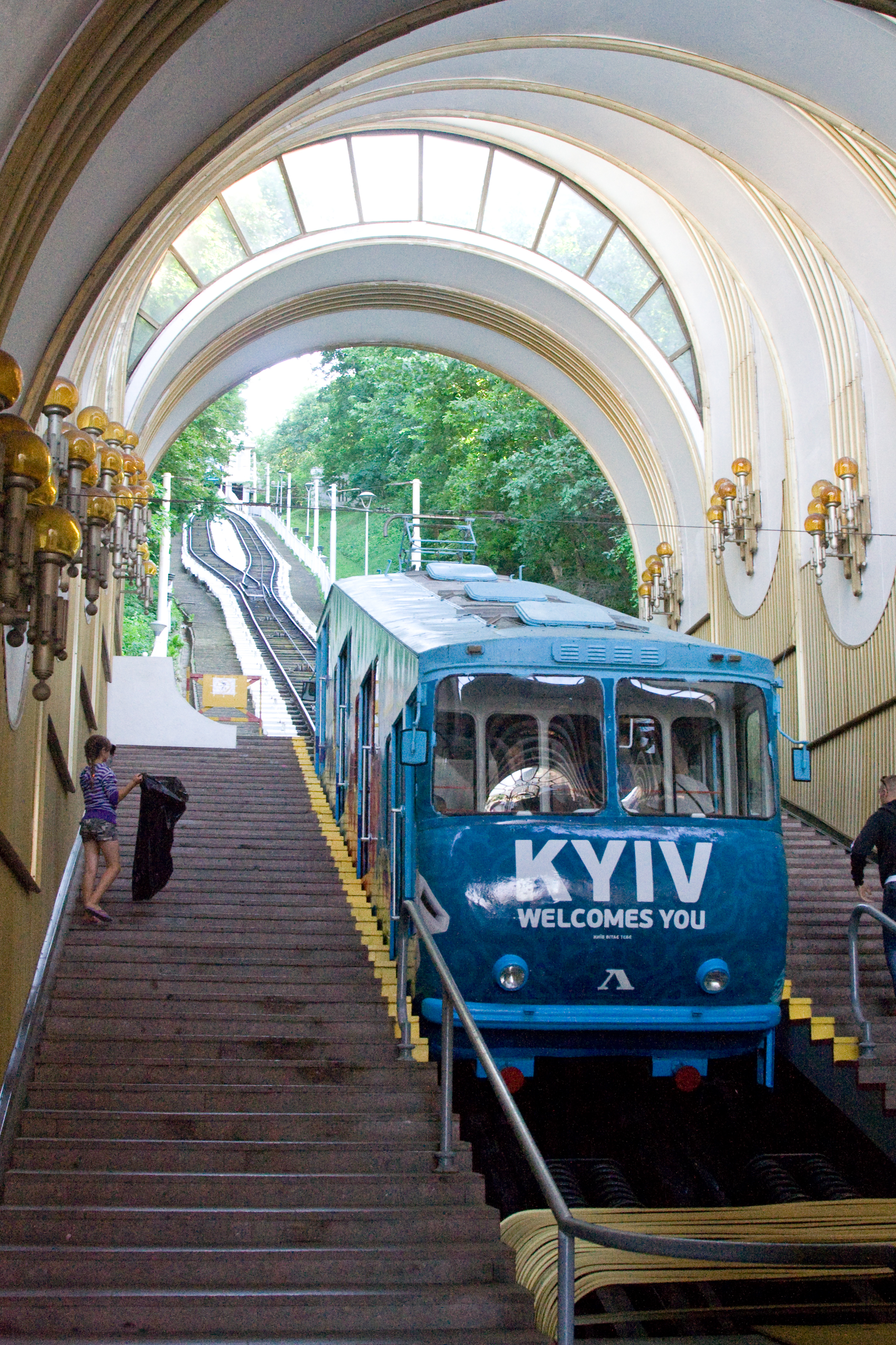
Вагон фунікулера (2012)
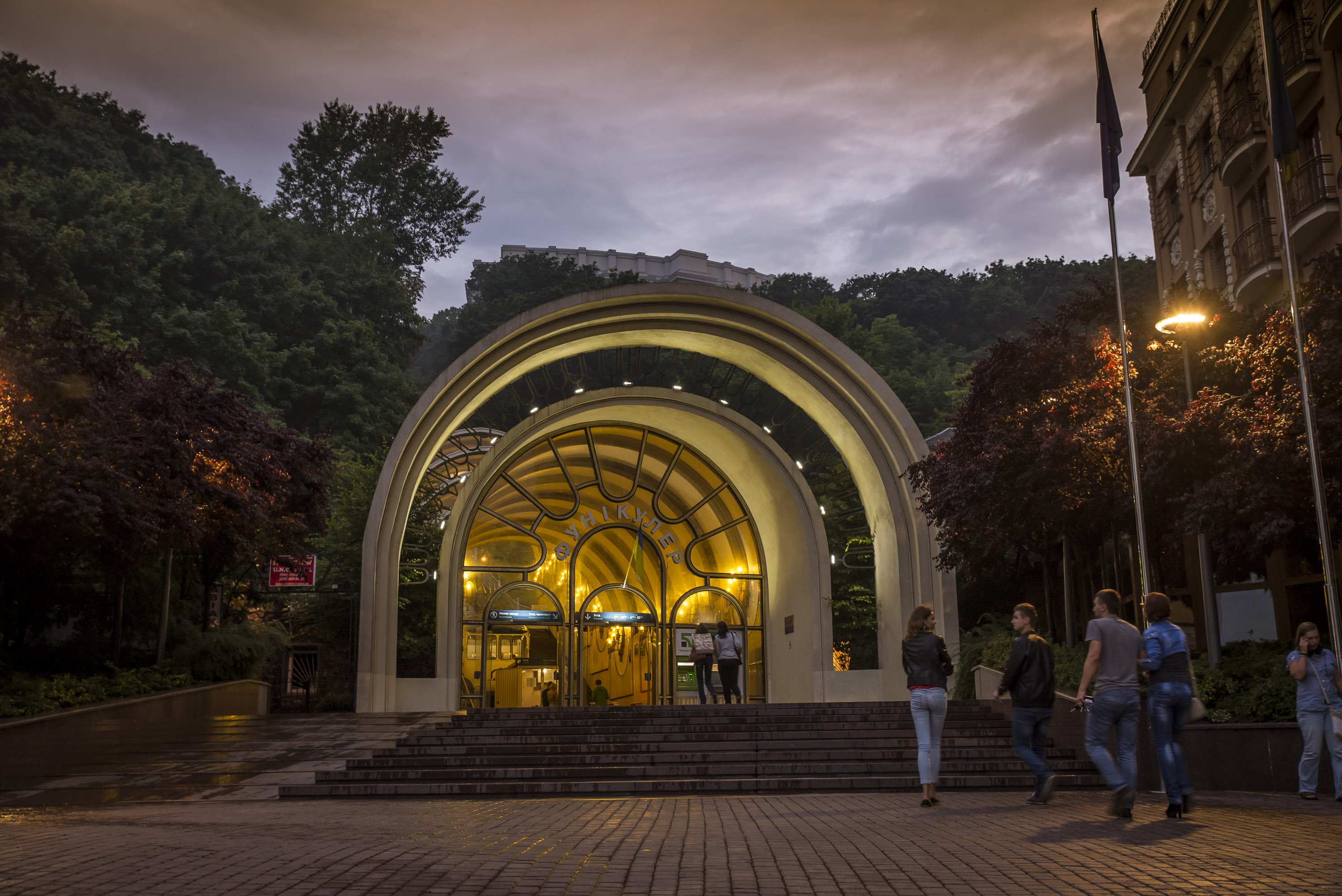
Фасад нижньої станції (2014)
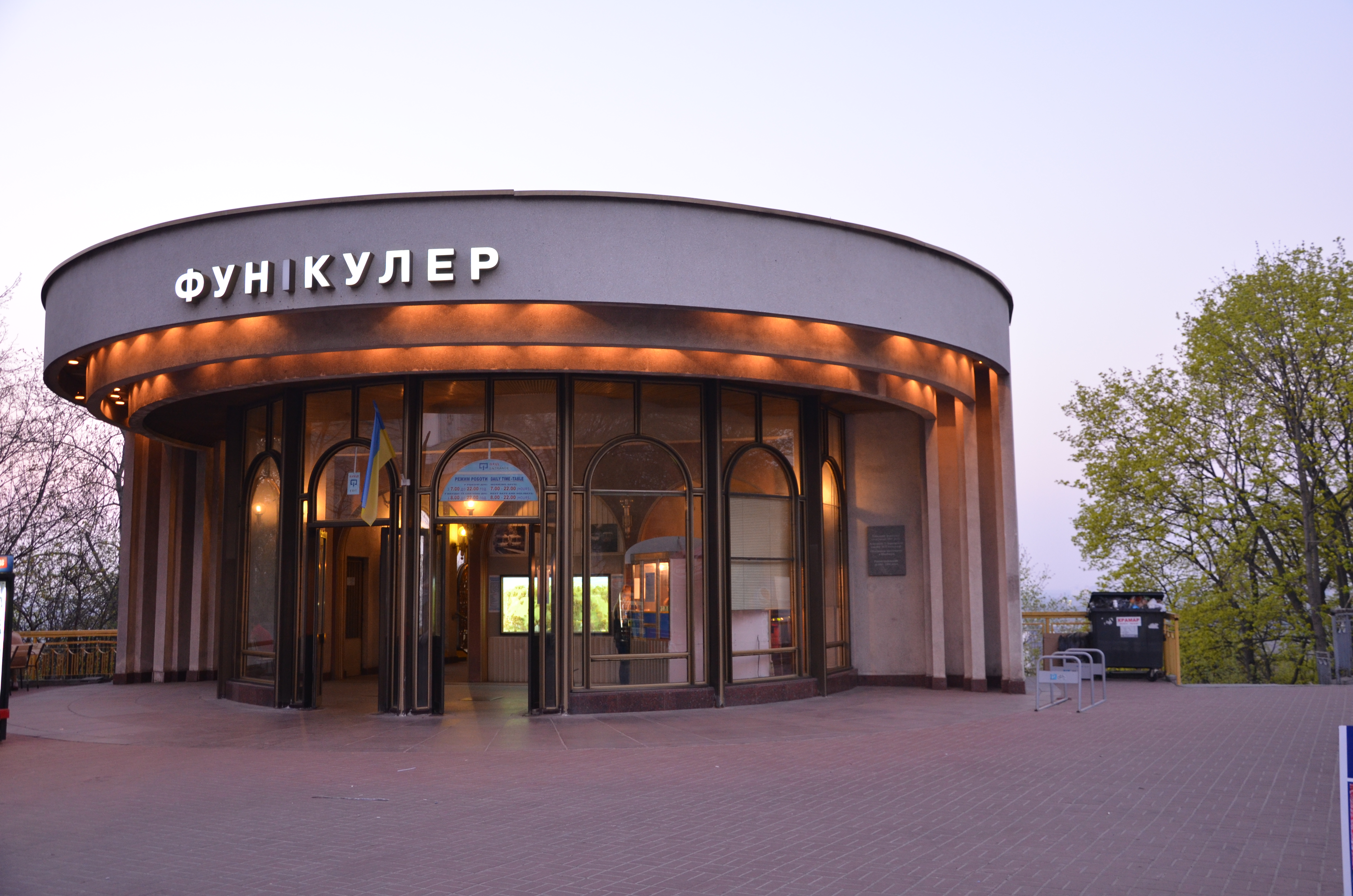
Фасад верхньої станції (2013)
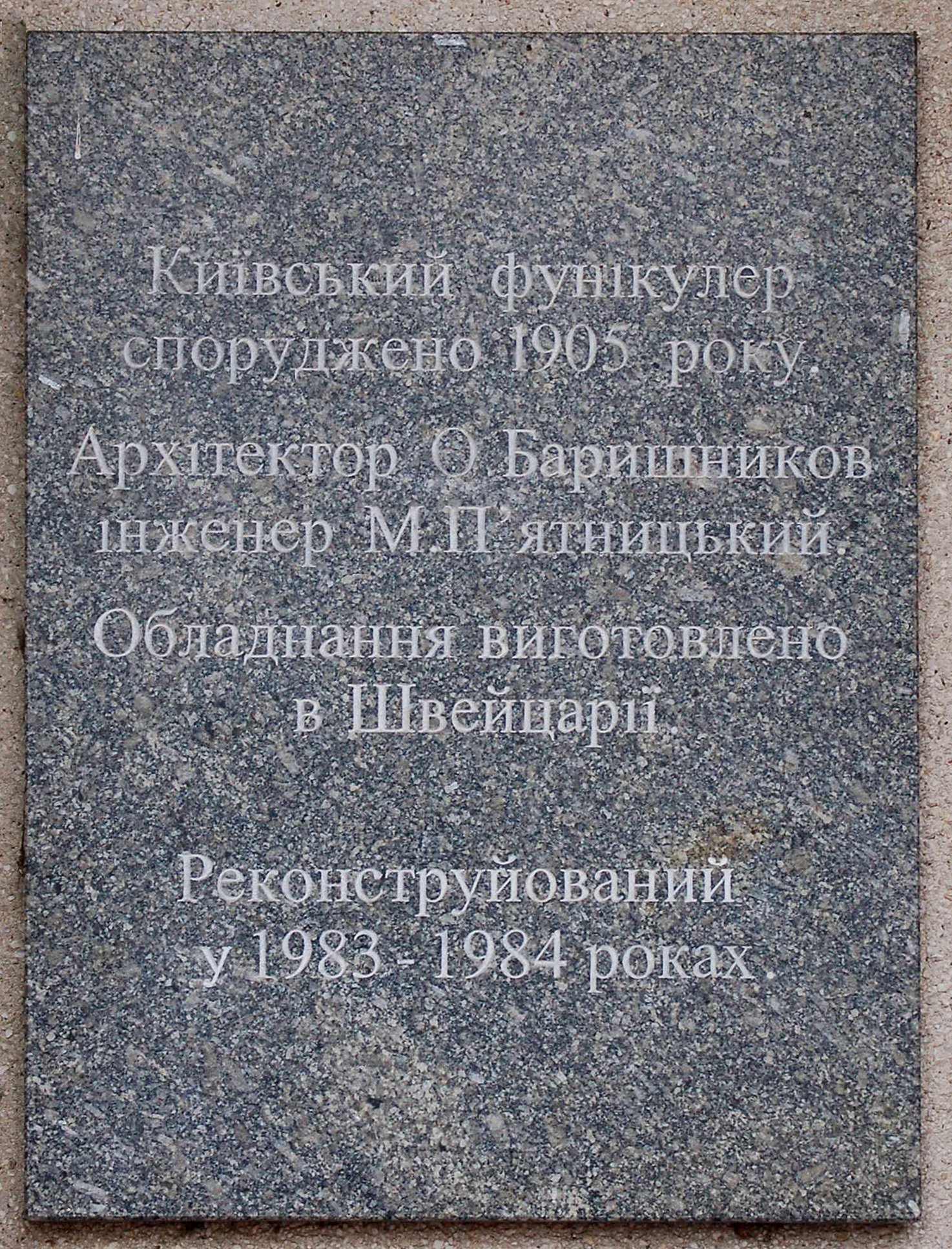
Анотаційна дошка на фасаді верхньої станції
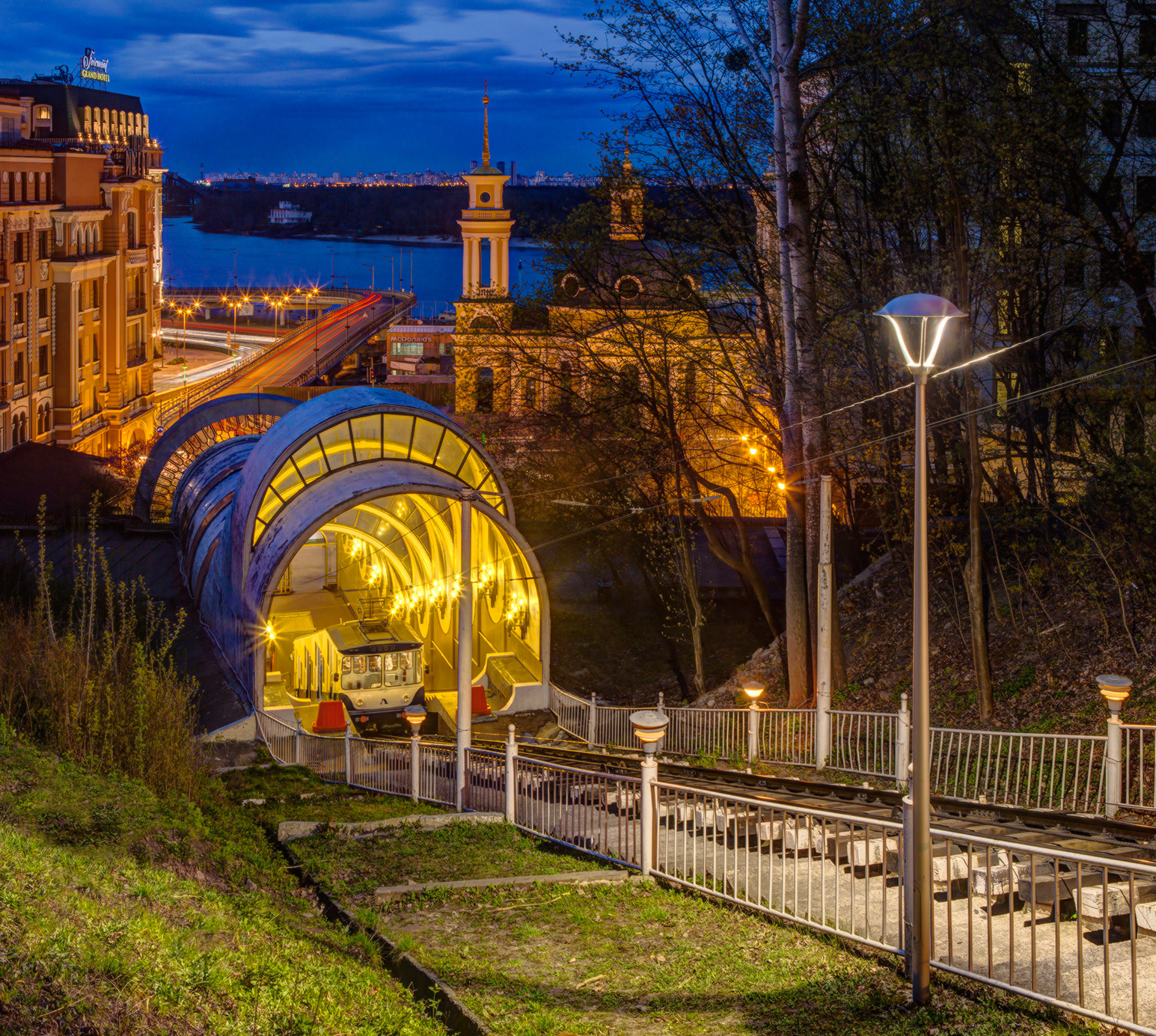
Вечірній краєвид на нижню станцію (2015)
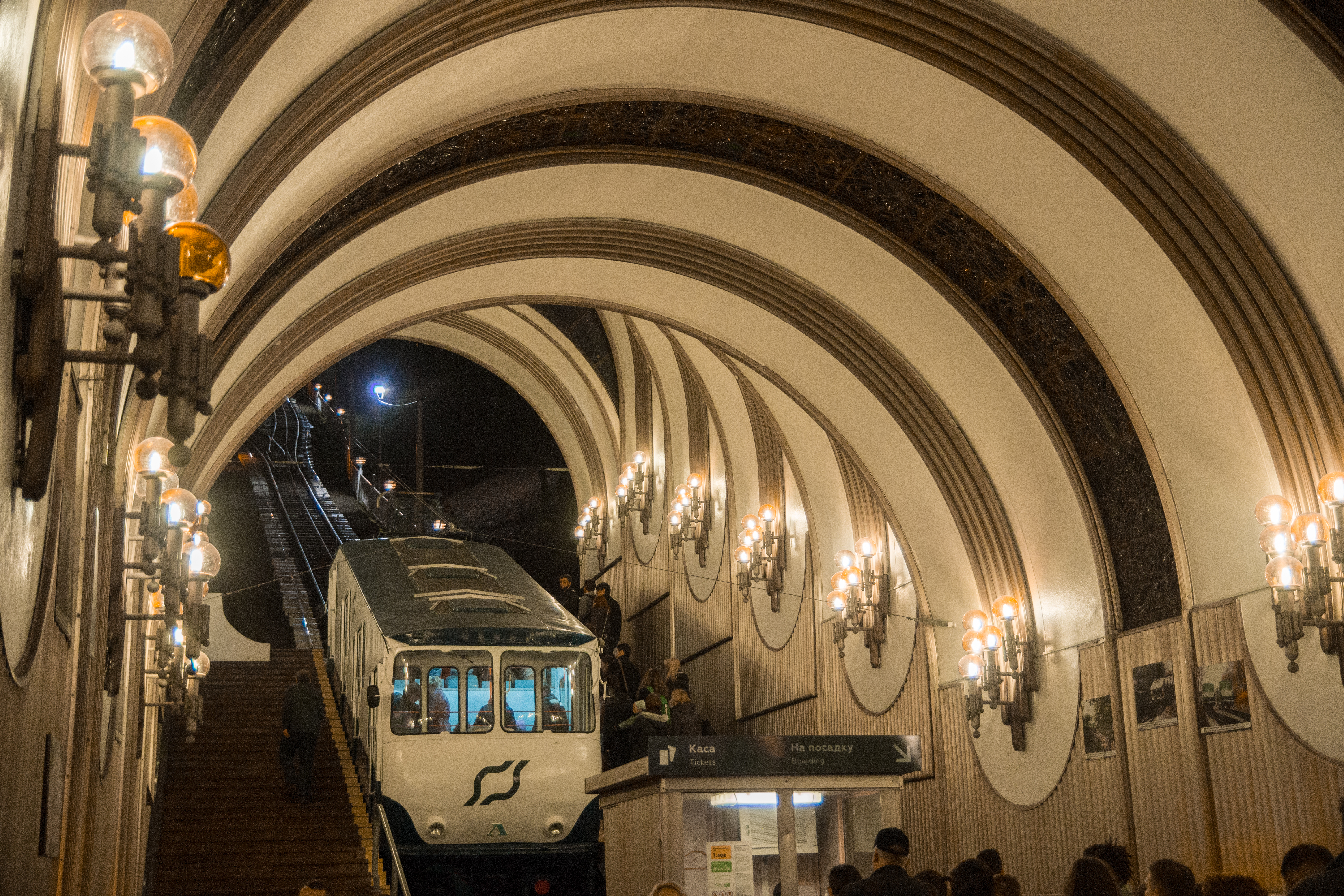
Інтер'єр нижньої станції ввечері (2013)
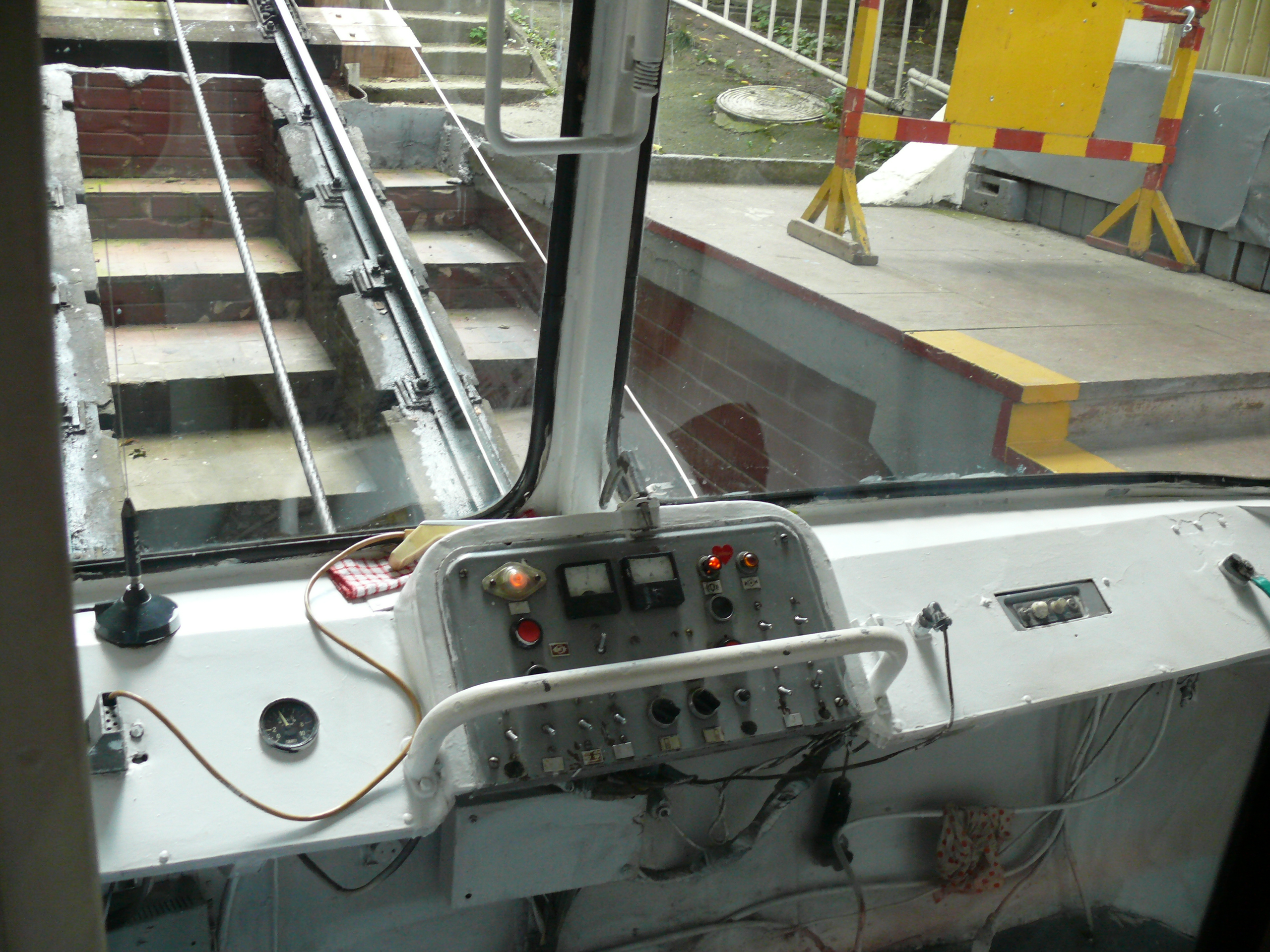
Кабіна водія (2009)